# Psia Trawka
Psia Trawka – dawna tatrzańska polana położona na wysokości 1185 m n.p.m. w Dolinie Suchej Wody, przy utwardzonej w latach 1921–1923 drodze z Brzezin na Halę Gąsienicową (droga dojazdowa do schroniska PTTK „Murowaniec”).
Początkowo polana należała do Hali Pańszczyca, później była polaną samodzielną. Nazwa polany pochodzi od trawy bliźniczki psiej trawki (Nardus stricta). Jest to gatunek charakterystyczny dla bardzo jałowych gleb. Od kiedy polana przestała być użytkowana, psia trawka już tu nie rośnie. Nazwa polana jest już zresztą historyczna, gdyż obecnie, po zaprzestaniu wypasu polana całkowicie zarosła lasem.
Na polanie w 1889 Towarzystwo Tatrzańskie postawiło schronisko, którego pozostałości rozebrano na początku lat trzydziestych XX wieku.

## Szlaki turystyczne
Na Psiej Trawce znajduje się rozdroże szlaków turystycznych:
 z Toporowej Cyrhli przez Psią Trawkę, Rówień Waksmundzką, Polanę pod Wołoszynem i Wodogrzmoty Mickiewicza do Morskiego Oka.
- Czas przejścia z Toporowej Cyrhli na Psią Trawkę: 1:10 h, z powrotem 1 h
- Czas przejścia z Psiej Trawki na Rówień Waksmundzką: 1 h, z powrotem 45 min

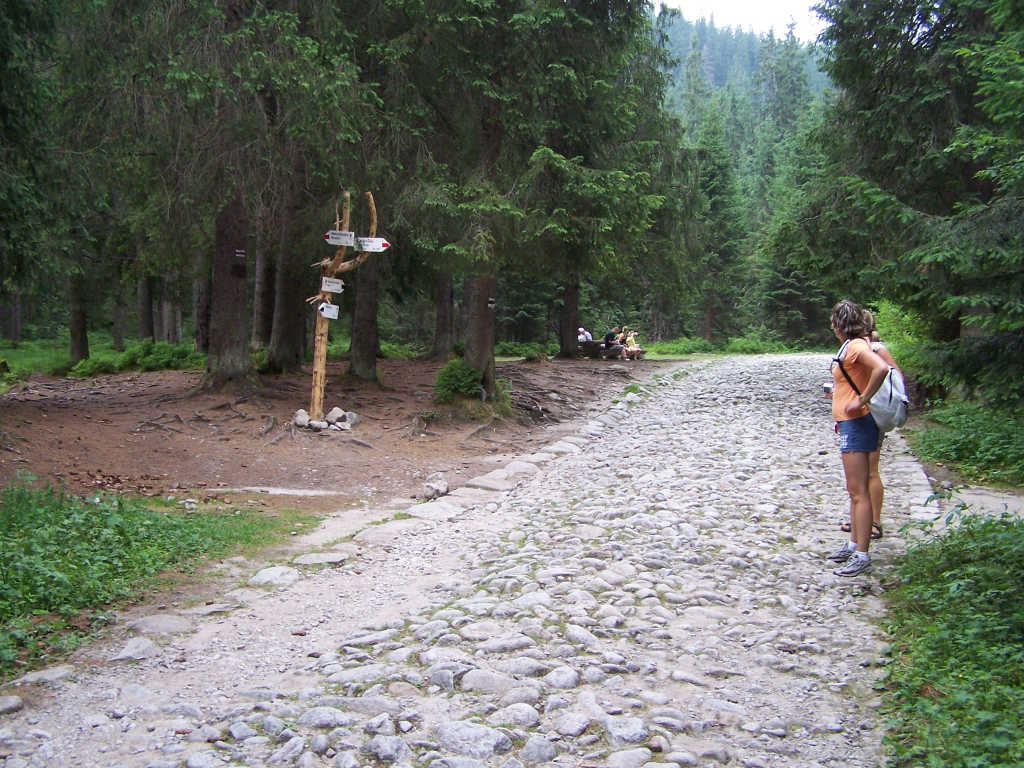
Rozdroże szlaków turystycznych na Psiej Trawce

 z Brzezin przez Psią Trawkę do Doliny Gąsienicowej. Prowadzi on drogą dojazdową do schroniska „Murowaniec”, cały czas lasem. Jest to jedyny szlak prowadzący do tego schroniska, po którym dopuszczony jest ruch rowerów.
- Czas przejścia z Brzezin na Psią Trawkę: 45 min, ↓ 35 min
- Czas przejścia z Psiej Trawki do Murowańca: 1:30 h, ↓ 1:10 h.